# アジア国際青少年映画祭
アジア国際青少年映画祭（アジアこくさいせいしょうねんえいがさい、Asia International Youth Film Festibal、略称：AIYFF）は、映像を介したアジアの青少年たちの交流の場であり、文化と情緒を共有する青少年文化祭としての役割を担う国際交流イベント。
文化、政治、経済交流の礎石を固め、東北アジアの平和な共存と繁栄に貢献していくことを願い、アジアの青少年たちに映像文化の制作の機会を与えると同時に、お互いの文化に対する理解の幅を広げていく場を提供している。

## 概要
開催は、日中韓の3国のローテーションとされているが第13回までは韓国と中国にて、ほぼ毎年開催がされており、第14回に初めて日本がホスト国となり開催となる。
映画作品は、高校生から大学生・院生による、劇映画、ドキュメンタリー、アニメーションと幅広く参加され、ここ数回は主催国からは9〜12作品、他2カ国は6作品程度が参加され、グランプリほか複数の贈賞がある。

## 沿革
- 2004年：第1回「大韓民国国際青少年映画祭」を韓国・ソウルにて開催。テーマ「平和は美しい」
- 2005年：第2回「大韓民国国際青少年映画祭」を韓国・ソウルにて開催。テーマ「男と女」
- 2006年：第3回「大韓民国国際青少年映画祭」を韓国・ソウルにて開催。テーマ「夢」
- 2006年：日中韓の3国のローテーション開催が合意。
- 2007年：第4回の開催から「アジア国際青少年映画祭」に名称を変更。中国・北京の北京传媒大学にて開催。テーマ「人と自然」
- 2009年：第5回を韓国・京畿道華城市にて開催。テーマ「ほほえみ」
- 2010年：第6回を中国・江門にて開催。テーマ「両親」
- 2011年：第7回を韓国・春川市にて開催。テーマ「隣」
- 2013年：第8回を中国・厦門にて開催。テーマ「環境」
- 2014年：第9回を中国・福州にて開催。テーマ「青春・念願」
- 2015年：第10回を韓国・金浦市にて開催。テーマ「平和」
- 2016年：第11回を中国・襄陽にて開催。テーマ「家族」
- 2018年：第12回を中国・石家荘、河北メディア学院にて開催。テーマ「出会い」
- 2019年：第13回を韓国・ソウル、秀林文化財団多目的ホールにて開催。テーマ「コミュニケーション」
- 2021年：第14回は2020年に日本・東京都の武蔵野美術大学を会場に開催を予定されていたが、新型コロナウイルス症の流行の影響で、2021年春に延期され、東京・池袋および、オンラインにて開催。テーマ「共生」